# Hans Ersson Enman
Hans Ersson Enman, född 14 januari 1727 på Larsgården, Envikens socken, död 22 april 1773, var en dekorationsmålare verksam i östra Dalarna i mitten av 1700-talet.
Hans Ersson Enman var son till nämnde- och fjärdingsmannen Eric Matsson. Mycket lite är känt om hans verksamhet som dekorationsmålare. Hans namn var okänt för konsthistorien fram till 1920-talet. Han var främst verksam i Envikens och Svärdsjö socknar samt i Boda socken där han var bosatt en tid. De tidigaste daterade föremålen av Hans Enman härrör från 1750-talet och utgörs av kistor och skåp. Endast två tapetinteriörer av Enman är kända, daterade 1760 och 1766. Därtill har han målat ett stort antal tak.
Till sin stil influerades han främst av allmogemåleriet i Hälsingland och Gästrikland, med stildrag som främst karakteriseras som barock men även innehåller äldre drag. Dekoren hålls i en egen stil ofta i form av vegetativa motiv i geometriska former, färgerna är starkt lysande blågrönt och rött mot ljusa bakgrunder. Till skillnad från det senare 1700-talets och 1800-talets dalmålare målade han inte figurer, och hans dekorationsmåleri visar ingen släktskap med det vanliga dalmåleriet.